# Sidney Clute
Sidney Clute (* 21. April 1916 in Brooklyn, New York City, New York; † 2. Oktober 1985 in Los Angeles, Kalifornien) war ein US-amerikanischer Schauspieler.

## Leben
Clute begann seine Karriere als Theaterschauspieler. Nach dem Ende des Zweiten Weltkrieges hatte er sein Spielfilmdebüt in einer kleinen Nebenrolle in William Wylers mit sieben Oscars ausgezeichneten Drama Die besten Jahre unseres Lebens. Seine nächsten Filmengagements, Fritz Langs Heißes Eisen und Russell Rouses Hände weg, Jonny!  folgten erst 1953, allerdings ohne Nennung seines Namens im Abspann. Seine Filmkarriere sollte niemals richtig in Fahrt kommen, weshalb sich Clute auf das Fernsehen konzentrierte, wo er Gastrollen in verschiedenen Fernsehserien spielte. Zu seinen wenigen Spielfilmrollen zählen unter anderem Lass mich küssen deinen Schmetterling, … und Gerechtigkeit für alle sowie Der Mann ohne Nerven.
Nach fast zwei Jahrzehnten von Gastrollen und kleinen Filmrollen erhielt er die wiederkehrende Gastrolle des Detective Simms in der Serie Ein Sheriff in New York, die er von 1972 bis 1977 spielte. Zwischen 1977 und 1981 war er in der wiederkehrenden Gastrolle des Inlandsredakteurs in der Serie Lou Grant zu sehen. Größere Bekanntheit beim US-amerikanischen Publikum erlangte er ab 1982 als Detective Paul La Guardia in der Krimiserie Cagney & Lacey. 1985 verstarb Clute an einem Krebsleiden. Der Produzent der Serie beließ Clute trotzdem bis zum Ende der Serie 1988 im Vorspann; zudem wurde Detective Paul La Guardia in den folgenden Staffeln der Serie immer wieder von seinen Kollegen erwähnt.

## Filmografie (Auswahl)
- 1946: Die besten Jahre unseres Lebens (The Best Years of Our Lives)
- 1952: Achtung! Blondinengangster (Without Warning!)
- 1952: Unternehmen Rote Teufel (Red Ball Express)
- 1953: Heißes Eisen (The Big Heat)
- 1953: Hände weg, Jonny! (Wicked Woman)
- 1954: Drei dunkle Straßen (Down Three Dark Streets)
- 1954: Attila, der Hunnenkönig (Sign of the Pagan)
- 1955: Streifenwagen 2150 (Highway Patrol, Fernsehserie, 1 Folge)
- 1956: Ein Fetzen Leben (The Bold and the Brave)
- 1956: Anklage: Hochverrat (The Rack)
- 1956: Rauchende Colts (Gunsmoke, Fernsehserie, 1 Folge)
- 1956: Abwehr greift ein (5 Steps to Danger)
- 1958: Ihr Leben war ein Skandal (Too Much, Too Soon)
- 1958: 77 Sunset Strip (Fernsehserie, 1 Folge)
- 1958–1959: Ihr Star: Loretta Young (Letter to Loretta, Fernsehserie, 3 Folgen)
- 1958–1965: Perry Mason (Fernsehserie, 3 Folgen)
- 1959: Dezernat M (M Squad, Fernsehserie, 1 Folge)
- 1959: Morgen bist du dran (The Wild and the Innocent)
- 1959: Die schwarze Hand der Mafia (Inside the Mafia)
- 1960: Jovanka und die anderen (Five Branded Women)
- 1962–1965: Ben Casey (Fernsehserie, 5 Folgen)
- 1962–1970: Meine drei Söhne (My Three Sons, Fernsehserie, 6 Folgen)
- 1963: Kugeltanz nach Mitternacht (Cry of Battle)
- 1964: The Beverly Hillbillies (Fernsehserie, 1 Folge)
- 1965: Laredo (Fernsehserie, 1 Folge)
- 1966: Die Russen kommen! Die Russen kommen! (The Russians Are Coming, the Russians Are Coming)
- 1966/1967: Auf der Flucht (The Fugitive, Fernsehserie, 2 Folgen)
- 1966–1967: Ein Käfig voller Helden (Hogan’s Heroes, Fernsehserie, 3 Folgen)
- 1966–1971: Verliebt in eine Hexe (Bewitched, Fernsehserie, 4 Folgen)
- 1967: Mini-Max (Get Smart, Fernsehserie, 1 Folge)
- 1967: Der Mann von gestern (The Second Hundred Years, Fernsehserie, 1 Folge)
- 1967: Die Lady und ihre Gauner (Fitzwilly)
- 1967/1969: Süß, aber ein bißchen verrückt (That Girl, Fernsehserie, 2 Folgen)
- 1968: Bezaubernde Jeannie (I Dream of Jeannie, Fernsehserie, 1 Folge)
- 1968: Mannix (Fernsehserie, 2 Folgen)
- 1968: Big Valley (The Big Valley, Fernsehserie, 2 Folgen)
- 1968: Lass mich küssen deinen Schmetterling (I Love You, Alice B. Toklas)
- 1968–1970: Der Chef (Ironside, Fernsehserie, 3 Folgen)
- 1969: Sam Whiskey
- 1969: Ihr Auftritt, Al Mundy (It Takes a Thief, Fernsehserie, 1 Folge)
- 1969–1970: Daniel Boone (Fernsehserie, 4 Folgen)
- 1970: Die Leute von der Shiloh Ranch (The Virginian, Fernsehserie, 1 Folge)
- 1971: Mary Tyler Moore (The Mary Tyler Moore Show, Fernsehserie, 1 Folge)
- 1971: Panik in den Wolken (Terror in the Sky, Fernsehfilm)
- 1971: Kobra, übernehmen Sie (Mission: Impossible, Fernsehserie, 1 Folge)
- 1971: Alias Smith und Jones (Alias Smith & Jones, Fernsehserie, 1 Folge)
- 1971: Adam-12 (Fernsehserie, 1 Folge)
- 1972: Dr. med. Marcus Welby (Marcus Welby, M.D., Fernsehserie, 1 Folge)
- 1972: The Legend of Hillbilly John
- 1972: Brutale Schatten (Un homme est mort)
- 1972–1975: Cannon (Fernsehserie, 4 Folgen)
- 1972–1977: Ein Sheriff in New York (McCloud, Fernsehserie, 10 Folgen)
- 1973: Männerwirtschaft (The Odd Couple, Fernsehserie, 1 Folge)
- 1973: Der Große aus dem Dunkeln (Walking Tall)
- 1973: California Cops – Neu im Einsatz (Neu im Einsatz, Fernsehserie, 1 Folge)
- 1973: Unternehmen Staatsgewalt (Executive Action)
- 1973–1977: Kojak – Einsatz in Manhattan (Kojak, Fernsehserie, 3 Folgen)
- 1974: Barnaby Jones (Fernsehserie, 1 Folge)
- 1974: Bluff am Donnerstag (Thursday’s Game, Fernsehfilm)
- 1974: Die Straßen von San Francisco (The Streets of San Francisco, Fernsehserie, 1 Folge)
- 1974: Win, Place or Steal
- 1975: All in the Family (Fernsehserie, 1 Folge)
- 1975: Der Mann ohne Nerven (Breakout)
- 1975: Der Sechs-Millionen-Dollar-Mann (The Six Million Dollar Man, Fernsehserie, 1 Folge)
- 1975: Mitchell
- 1975: Die knallharten Fünf (S.W.A.T., Fernsehserie, 1 Folge)
- 1976: Helter Skelter – Die Nacht der langen Messer (Helter Skelter, Miniserie, 1 Folge)
- 1977: Detektiv Rockford – Anruf genügt (The Rockford Files, Fernsehserie, 1 Folge)
- 1977: Viva Knievel – Der Tod springt mit (Viva Knievel!)
- 1977: Hawaii Fünf-Null (Hawaii Five-O, Fernsehserie, 1 Folge)
- 1977–1978: Drei Engel für Charlie (Charlie’s Angels, Fernsehserie, 2 Folgen)
- 1978: Notruf California (Emergency!, Fernsehserie, 1 Folge)
- 1978: Quincy (Quincy, M.E., Fernsehserie, 1 Folge)
- 1978: The Amazing Spider-Man (Fernsehserie, 2 Folgen)
- 1978: F.I.S.T. – Ein Mann geht seinen Weg (F.I.S.T.)
- 1978: Der große Trick (The Big Fix)
- 1978–1981: Lou Grant (Fernsehserie, 13 Folgen)
- 1979: Kampfstern Galactica (Battlestar Galactica, Fernsehserie, 1 Folge)
- 1979: … und Gerechtigkeit für alle (...And Justice for All)
- 1979: CHiPs (Fernsehserie, eine Folge)
- 1981: Die Bestie von nebenan (Terror Among Us, Fernsehfilm)
- 1982–1986: Cagney & Lacey (Fernsehserie, 53 Folgen)
- 1983: Zwei ausgekochte Gauner (The Sting II)